# Pasul Vârtop
Pasul Vârtop (sau Șaua Vârtop) este o trecătoare din Carpații Occidentali, localizată la o altitudinea de 1160 m în Munții Bihorului, (1157 m și respectiv 1140 m după alte surse), ce face legătura dintre Beiuș – aflat la vest și valea Arieșului – aflată la est.

## Date geografice
Trecătoarea se află în Șaua Vârtop, situată pe creasta Munților Bihorului, fiind localizată în același timp pe cumpăna de ape dintre valea Arieșului și valea Crișului Negru și la nivelul limitei dintre județele Alba și Bihor.
Este localizată între vârfurile Vârtop(ul) (1294 m, 1295 după o altă sursă), aflat la nord-vest și Gălișoaia (1395 m) aflat la sud-vest, precum și între văile Fleșcuța, aflată la vest și Râul Alb (Arieșul Mare), aflată la est.
Reprezintă unul dintre principalelele puncte prin care se poate face traversarea Munților Apuseni, fiind situat pe axa rutieră a  acestora și a Țării Moților, DN75.

## Obiective de interes situate în apropiere
- Parcul Natural Apuseni[3]

- Groapa Ruginoasa - Valea Seacă și Pietrele Negre, accesibile pe traseul Vârtop – Groapa Ruginoasa – Pietrele Negre (cruce roșie)
- Peșterile Avenul din Hoanca Urzicarului, Muncelului, Coliboaia, Măgura
- Vârful Țapul (1475 m, (1476 m după o altă sursă)
- Valea Galbenei

- Peșterile Izvorul Crișului[7] și Porțile Bihorului[9]
- Satul de vacanță Vârtop, situat pe versantul nordic dintre Pasul Vârtop si culmea Gălișoaia[13]
- Vârful Piatra Grăitoare (1658 m)[7]
- Cascada Vârciorog[7]